# Sîdorenko, Petropavlivka
Sîdorenko (în ucraineană Сидоренко) este un sat în comuna Zaporijjea din raionul Petropavlivka, regiunea Dnipropetrovsk, Ucraina.

## Demografie
Componența lingvistică a localității Sîdorenko
     Ucraineană (80,84%)
     Rusă (18,56%)
     Alte limbi (0,6%)
Conform recensământului din 2001, majoritatea populației localității Sîdorenko era vorbitoare de ucraineană (80,84%), existând în minoritate și vorbitori de rusă (18,56%).